# Fjällröksvamp
Fjällröksvamp (Lycoperdon turneri) är en svampart som tillhör divisionen basidiesvampar, och som beskrevs av Ellis och Benjamin Matlack Everhart. Fjällröksvamp ingår i släktet Lycoperdon, och familjen röksvampar. Enligt den finländska rödlistan är arten nära hotad i Finland. Arten är reproducerande i Sverige. Artens livsmiljö är alpina klippor och blockterräng.